# Stanisław Kalinowski (ur. 1945)
Stanisław Bernard Kalinowski (ur. 21 maja 1945 w miejscowości Koteże) – polski polityk, przedsiębiorca, poseł na Sejm IV kadencji.

## Życiorys
Absolwent technikum budowlanego (1990), prowadził własną firmę budowlaną. Sprawował mandat posła na Sejm IV kadencji z ramienia Polskiego Stronnictwa Ludowego, wybranego w okręgu gdyńsko-słupskim. W 2004 bez powodzenia kandydował do Parlamentu Europejskiego, w 2005, 2007 i 2015 bezskutecznie kandydował do Sejmu. W 2006 ubiegał się o mandat radnego Sejmiku Województwa Pomorskiego. W 2024 wystartował natomiast do rady powiatu chojnickiego.
Od 1984 należał do ZSL, następnie przystąpił do PSL. Zasiadł w regionalnych władzach tej partii.
W 2012 otrzymał Złoty Krzyż Zasługi.